# San José Lindavista
San José Lindavista är en ort i Mexiko.   Den ligger i kommunen Santa María Chilchotla och delstaten Oaxaca, i den sydöstra delen av landet, 280 km sydost om huvudstaden Mexico City. San José Lindavista ligger 1 053 meter över havet och antalet invånare är 177.
Terrängen runt San José Lindavista är bergig åt nordväst, men åt sydost är den kuperad. Runt San José Lindavista är det ganska tätbefolkat, med 139 invånare per kvadratkilometer. Närmaste större samhälle är Huautla de Jiménez, 17,9 km söder om San José Lindavista. I omgivningarna runt San José Lindavista växer i huvudsak städsegrön lövskog.